# Бари, Генрих Антон де
Ге́нрих Анто́н де Бари́ (нем. Heinrich Anton de Bary; 26 января 1831, Франкфурт-на-Майне, Германский союз — 19 января 1888, Страсбург, Германская империя) — немецкий ботаник и микробиолог, считается основателем микологии и фитопатологии. Среди его учеников С. Н. Виноградский, Роберт Кох, М. С. Воронин и др.
Иностранный член-корреспондент Петербургской академии наук (1880), иностранный член Лондонского королевского общества (1884).

## Биография
Антон де Бари родился в семье врача, но уже в школе заинтересовался ботаникой. Однако в 1849—1853 годах изучал медицину в Гейдельберге, Марбурге и Берлине. Врачебной практике он уделил лишь один год и в 1855 году создал ботаническую лабораторию, первую в Германии.
В 1867 году в Галле основал существующий до сих пор Институт ботаники, однако из-за господствовавшей там бюрократии переехал в Страсбург, куда его пригласили на должность декана естественного факультета.
Изучал в том числе грибы, в особенности патогены растений. Установил циклы развития и тип размножения многих видов грибов, создал первую филогенетическую классификацию грибов, показал, что именно паразитические грибы являются возбудителями ряда болезней растений, написал ряд работ по сравнительной анатомии высших растений. Ввёл в науку понятие симбиоз, включающий мутуализм (на примере лишайников) и противопоставленный ему паразитизм.
Оставил много превосходных сочинений, важнейшее из которых «Морфология и физиология грибов, лишаёв и миксомицетов» (в русском переводе под редакцией А. Н. Бекетова).
В 1863 году одновременно с Луи Пастером исследовал вопрос о самозарождении жизни.
Профессор Фрайбургского университета.